# La Paz (Tarlac)
Pour les articles homonymes, voir La Paz (homonymie).
La Paz est une localité de la province de Tarlac, aux Philippines. En 2015, elle compte 64 017 habitants.